# أرفير

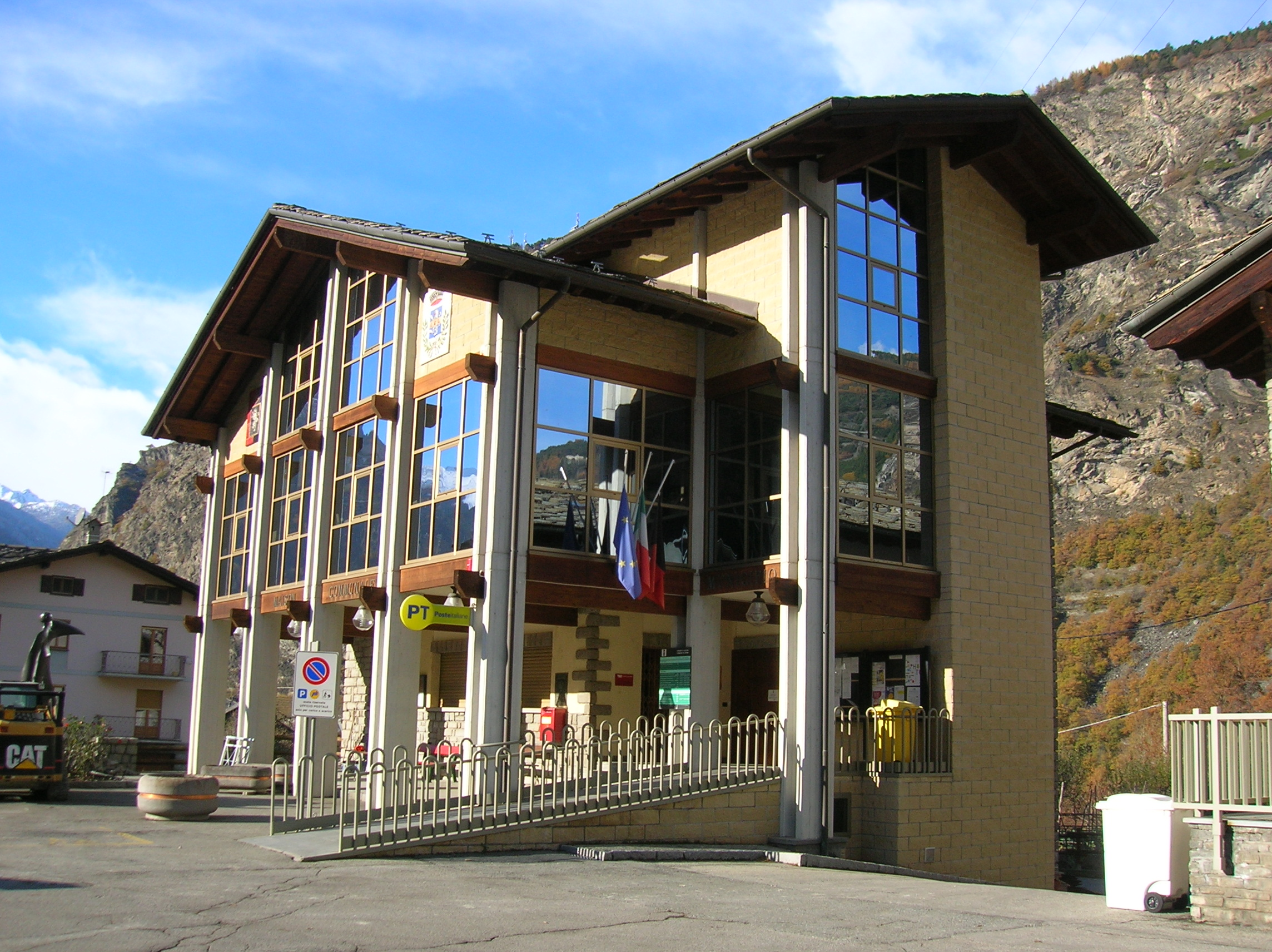
مبنى البلدية

أرفير هي كومونا في وادي أوستا بمنطقة شمال غرب إيطاليا.

## ابرز شخصياتها
كانت بلدة أرفير مسقط رأس موريس غارين، الفائز في سباق فرنسا للدراجات الأصلي عام 1903, كما هاجرت عائلته إلى شمال فرنسا عام 1885.